# Corio (empresa)
Corio N.V. (Euronext: CORA) é uma empresa sedeada nos Países Baixos pertencente ao sector imobiliário. A sede da empresa fica em Utrecht
Esta empresa está cotada nas bolsas Euronext Amsterdão e Euronext Paris e pertenceu ao índice AEX entre Março de 2008 e Janeiro de 2015.